# 阿根廷—菲律賓關係
阿根廷—菲律賓關係是指菲律宾和阿根廷之间历史上与现代的外交关系。两国于1948年8月21日建立公使級外交關係，1960年5月升格為大使級外交關係。阿根廷也是最早与菲律宾建立外交关系的国家之一。两国均为西班牙語學會聯合會、G20開發中國家、77国集团、东亚－拉丁美洲合作论坛成员国。

## 政治交流

### 20世纪以前
菲律宾与阿根廷兩國之間的聯繫可追溯至西班牙帝國在美洲和亚洲殖民统治的早期，当时两国皆为西班牙的殖民地。1780年8月，埃斯特凡·桑普森及安德烈·德拉克鲁斯两名从菲律宾都督府来的雕刻师来到拉普拉塔總督轄區，其中，埃斯特凡后来成为了阿根廷著名的天主教神像雕刻师。
拉丁美洲独立战争的领袖阿根廷人何塞·德·圣马丁的胞兄胡安·菲尔曼·德·圣马丁曾为西班牙帝国效力，他当时在菲律宾吕宋岛軍團担任驃騎兵司令，直到1822年逝世。阿根廷独立战争期间，一艘阿根廷的護衛艦曾於1818年抵達菲律賓並封鎖了馬尼拉港。阿根廷脱离西班牙的独立战争也一定程度影响了菲律賓的獨立運動，阿根廷的五月太陽標誌也曾被边那巴多共和国及日后的菲律宾第一共和国用作菲律賓革命的標誌。

### 20世纪以后

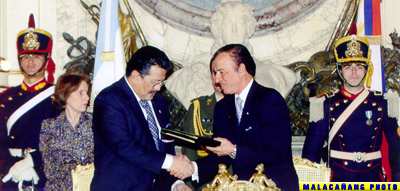
1999年，卡洛斯·梅內姆在布宜诺斯艾利斯接见了菲律宾总统约瑟夫·埃斯特拉达

1946年7月4日，菲律宾脱离美国再度获得独立，并与意识形态相近的阿根廷在1948年8月21日建立公使級外交關係，時任菲律賓總統埃爾皮迪奧·季里諾任命納西索·莫拉斯為特命全權公使，而前菲律賓立法機構（今菲律賓國會）議員馬努艾爾・艾斯庫德魯（Manuel Escudero）則被任命為一等秘書兼總領事，菲律賓外交人員最初於布宜諾斯艾利斯廣場酒店內辦公，菲國隨後於1949年4月4日於布宜諾斯市設立公使館，成為菲律賓在拉丁美洲設立的首個外交代表機構。
其后，双边关系更於1960年5月升格為大使級外交關係，两国之高层交往亦更为频繁，1986年，阿根廷总统劳尔·阿方辛出访菲律宾，成为菲、阿两国建交38年以来首个访菲的阿根廷总统。1995年，阿方辛的继任者卡洛斯·梅內姆也访问了菲律宾，期间两国政府签订了农产品贸易协定，访菲期间，梅內姆也向菲律宾政府表达了阿根廷参加亞太經合會的希望，并邀请菲总统菲德尔·瓦尔德斯·拉莫斯访问阿根廷。2018年，两国政府互致贺电，庆祝建立外交关系70周年。

## 经贸关系
1948年建交时，菲律宾与阿根廷签署了贸易协议，其后两国贸易联系趋于频繁。至1994年，菲、阿双边贸易额约为1870万美元，其中小麦、玉米、大豆与棉花等为阿根廷对菲的出口优势产品，而水果、咖啡及肉类食品为菲律宾对阿根廷的主要出口产品。1995年，两国签署了农产品贸易协定，为双边贸易关系的深化提供了进一步的法理依据。
进入21世纪，阿根廷与包括菲律宾在内的亚洲诸国的贸易关系得到了一定的加强。据经济复杂性研究中心统计，2020年，菲、阿双边贸易额达到3.038亿美元，其中大豆、小麦等农产品及其制品仍然是阿根廷出口菲律宾的主要商品，共出口2.17亿美元。而机车及其零部件、绝缘导线等工业产品则成为菲律宾对阿出口的主要产品。有鉴于菲律宾人口众多，经济成长率较高，一些阿根廷企业也开始把目光投向菲律宾，开始投资当地。

## 人文交流
1960年2月，菲律宾与阿根廷签署巩固邦谊与文化领域合作的协议，为日后双边人文交流提供了法理依据。现今，两国在体育、音乐等多个领域都有交流合作。菲律宾驻阿根廷大使馆也时常在阿根廷舉辦促進菲律賓文化等加強菲阿兩國之間人文交流的活動，包括推廣菲律賓棍術、舉行菲律賓大學牧歌合唱團音樂會，並於2013年為強烈颱風海燕的受難者舉辦慈善晚宴；2019年在阿根廷國家藝術基金會開設菲律賓紡織品展覽会，菲律宾大使馆也同時與泰国、越南、印尼、馬來西亞等東南亞國家派駐在阿根廷的外交使館合作，以促進區域發展。2015年，菲律宾大使馆在布宜诺斯艾利斯市貝爾格拉諾的巴蘭卡斯廣場（Plaza Barrancas）組織了推廣東南亞文化的節日。菲律宾也在布宜诺斯艾利斯建立了黎刹文化中心，以推广本国文化。

### 事件
2012年，菲律賓大使館向阿根廷外交部抗議，因为菲律賓拳擊手喬里爾·卡西美路和阿根廷路易斯·阿爾貝托·拉扎特在比賽後，卡西美路被阿根廷騷亂者襲擊。菲律賓國內亦有民众呼籲政府召回時任駐阿根廷大使雷伊·卡蘭當（Rey Carandang）。